# ایمورونا
ایمورونا (به لاتین: Imorona) یک منطقهٔ مسکونی در ماداگاسکار است که در آنالانجیروفو واقع شده‌است. ایمورونا ۷٬۴۱۳ نفر جمعیت دارد و ۱۲ متر بالاتر از سطح دریا واقع شده‌است.